# Breakthrough Energy
Breakthrough Energy é o nome de várias organizações, fundadas por Bill Gates em 2015, que visam acelerar a inovação em energia sustentável e em outras tecnologias para reduzir as emissões de gases de efeito estufa. Ela investe em uma variedade de empresas iniciantes que estão tentando comercializar novos conceitos, como fusão nuclear, baterias de grande capacidade para armazenar energia renovável e biocombustíveis gerados por micróbios.

## História
Na Conferência das Nações Unidas sobre Mudança Climática em novembro de 2015, Gates anunciou que uma coalizão de 28 investidores de alto patrimônio líquido de dez países se comprometeu com a iniciativa Breakthrough Energy. Ao mesmo tempo, foi anunciada uma iniciativa complementar de Gates, a Mission Innovation.
Em dezembro de 2016, um grupo de investidores com renda coletiva no valor de $170 bilhões de dólares anunciou o compromisso para financiar os esforços de um fundo de investimentos de 1 bilhão de dólares "focado no combate às mudanças climáticas, investindo em inovação de energia limpa." O fundo é denominado Breakthrough Energy Ventures.

## Estratégia
No início, Gates explicou: "As tecnologias renováveis que temos hoje, como a eólica e a solar, fizeram muito progresso e podem ser um caminho para um futuro energético com zero de carbono. . . Mas, dada a escala do desafio, precisamos explorar muitos caminhos diferentes." A Breakthrough Energy investe principalmente em negócios onde o risco de fracasso é alto e o prazo para retorno do investimento é de 20 anos. Os capitalistas de risco tradicionais buscam um retorno sobre o investimento em cinco anos, o que pode não ser suficiente para os desafios especiais do setor de energia.

## Membros
O grupo é liderado por Bill Gates, que anteriormente anunciou um investimento pessoal de $ 2 bilhões, e inclui:
- Jeff Bezos
- Marc Benioff
- Richard Branson
- Reid Hoffman
- Jack Ma
- George Soros
- Tom Steyer
- Meg Whitman
- Mark Zuckerberg
- A Universidade da Califórnia foi o único investidor institucional no lançamento.[8]
- Nat Simons
- Mukesh Ambani[9]

## Crítica
Houve críticas de que a coalizão foi anunciada cedo demais, antes que detalhes cruciais fossem confirmados. No lançamento, um porta-voz da Fundação Gates confirmou que profissionais de investimento ainda não haviam sido nomeados e que os investidores nomeados - exceto Gates - não haviam declarado publicamente seu nível de investimento e uma estrutura financeira não havia sido confirmada.